# Ил Ботегино (Форли-Чезена)
Ил Ботегино (итал. Il Botteghino) је насеље у Италији у округу Форли-Чезена, региону Емилија-Ромања.
Према процени из 2011. у насељу је живело 64 становника. Насеље се налази на надморској висини од 11 м.